# Rodolphe Galli
Pour les articles homonymes, voir Galli.
Rodolphe Galli est un sculpteur italien, né à Viggiù (Italie) en 1840 et mort à Lyon le 21 mars 1863.

## Biographie
Originaire de Viggia, Rodolphe Galli est un sculpteur qui, selon Séverine Penlou, a voué une partie de sa carrière à la sculpture religieuse et touche à plusieurs domaines (Christ couché dans un linceul (cat. 519), tombeau de l'autel, église Saint-Bruno-des-Chartreux, chapelle du Sacré-Cœur. Vierge à l'Enfant, 1862, niche place des Jacobins à l'angle du no 73 rue de l'Hôtel-de-Ville. Sculptures des façades du passage de l'Argue.),.
Selon son acte de décès daté du 22 mars 1863, il meurt au no 15 rue Moncey, dans le 3e arrondissement de Lyon, dans un petit immeuble de trois étages.

## Œuvres dans les collections publiques
- Gleizé :
  - tympan de l'église Notre-Dame[6]
- Lyon :
  - église Saint-Bruno-les-Chartreux, chapelle du Sacré-Cœur : Christ couché dans un linceul, vers 1862 ;
  - passage de l'Argue : Griffons, deux bas-reliefs[7] ;
  - angle des rues Édouard-Herriot et Jean-de-Tournes : Vierge, 1862[8] ;
  - décor sculpté de l'immeuble situé au 2, rue Grenette. Attribution possible mais incertaine en raison d'une orthographe différente du nom du sculpteur en « Galy »[9].

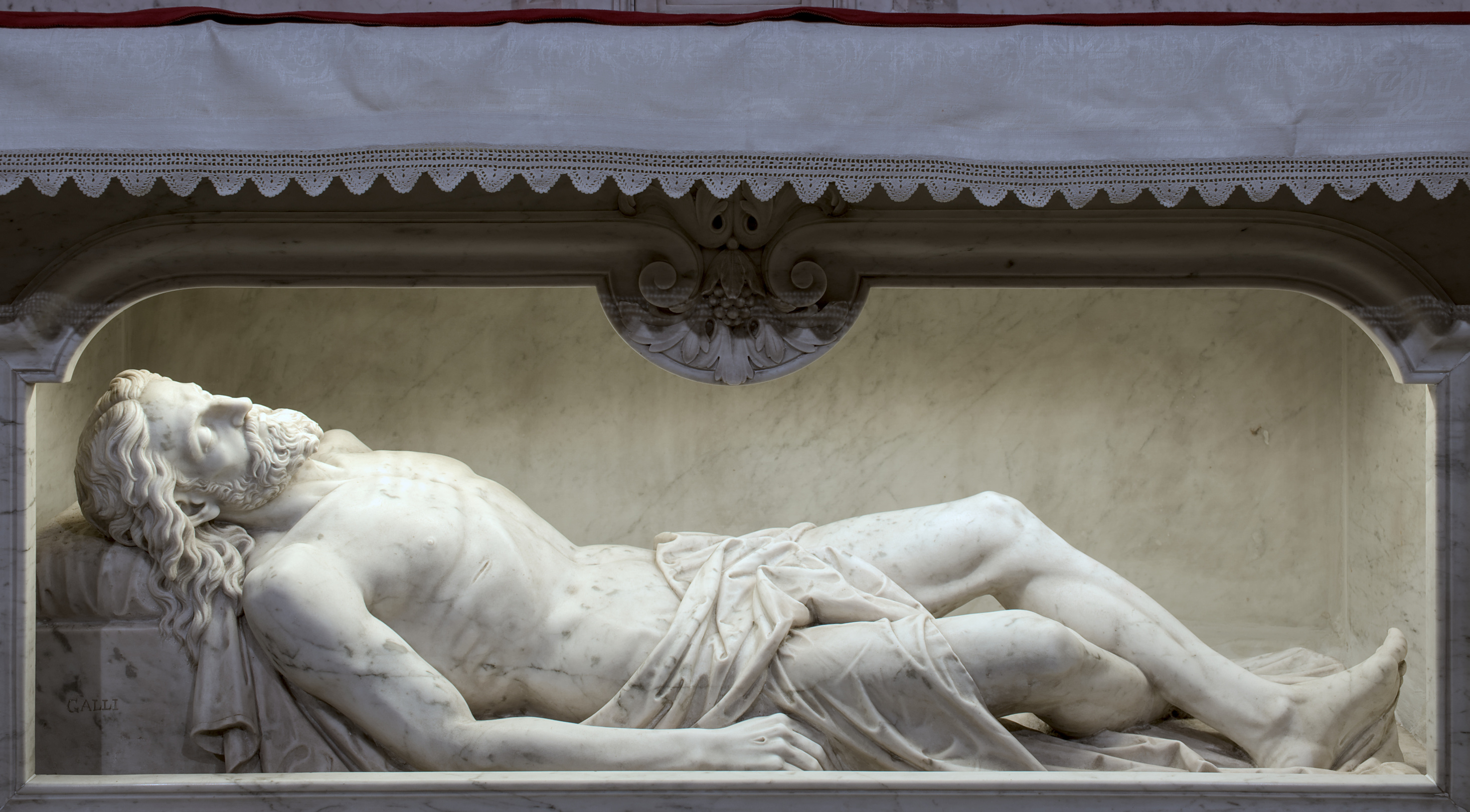
Christ couché dans un linceul (église Saint-Bruno)
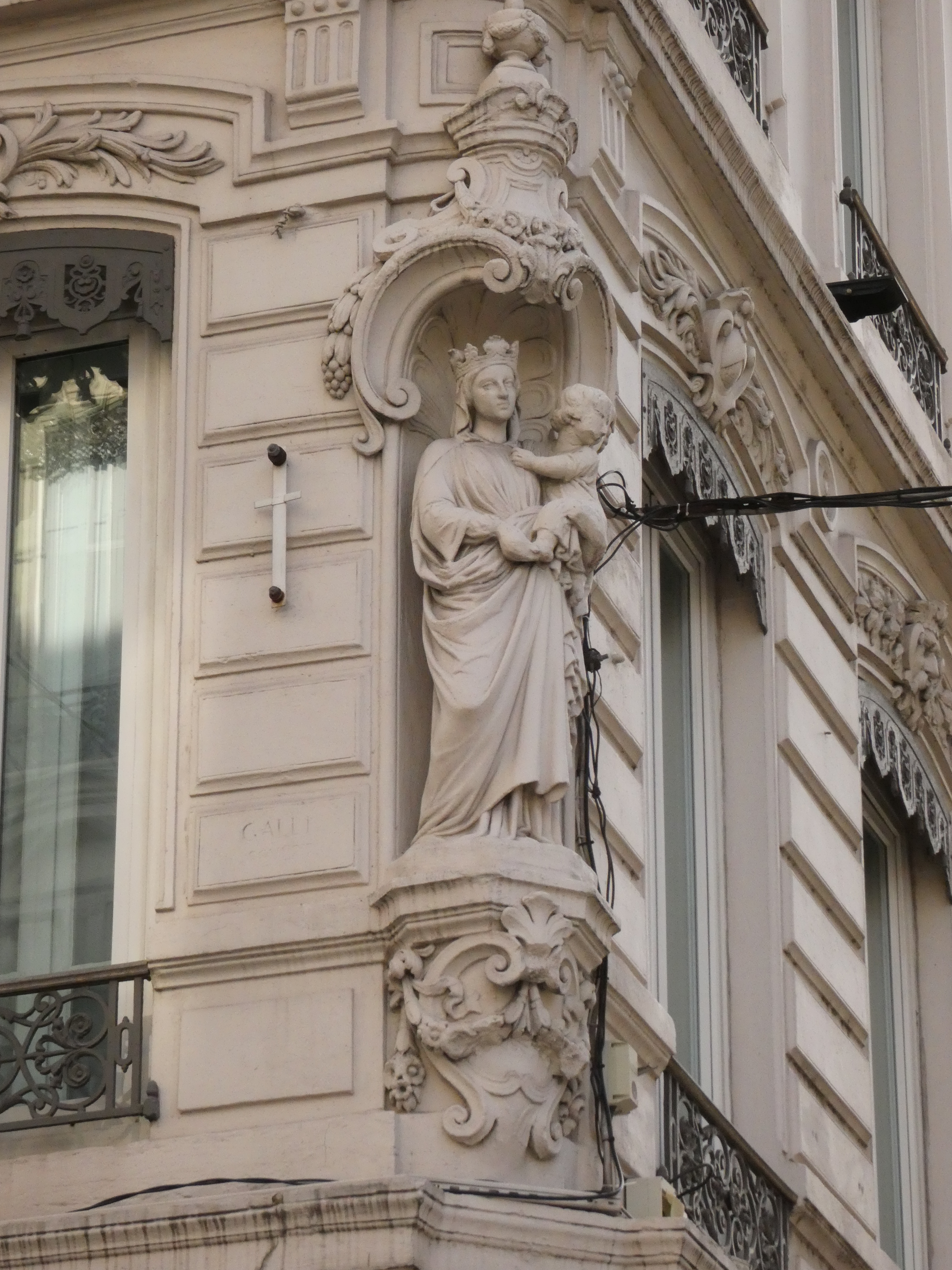
Vierge à l'Enfant (rue Édouard Herriot)
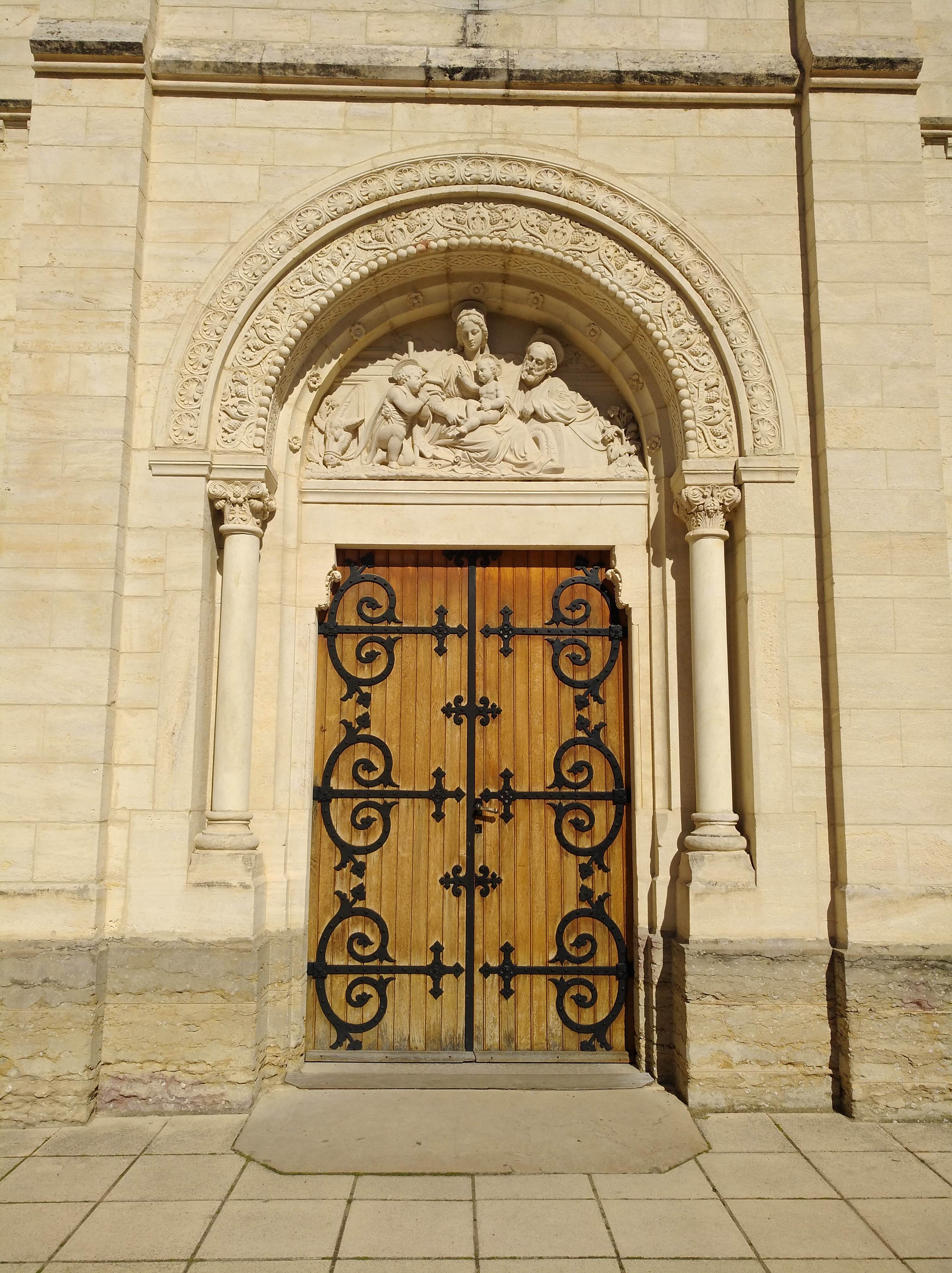
Porte de l'église de Gleizé